# Staurodonta vesperalis
Staurodonta vesperalis är en fjärilsart som beskrevs av Nakamura 1974. Staurodonta vesperalis ingår i släktet Staurodonta och familjen tandspinnare. Inga underarter finns listade i Catalogue of Life.